# Estación Mocoví

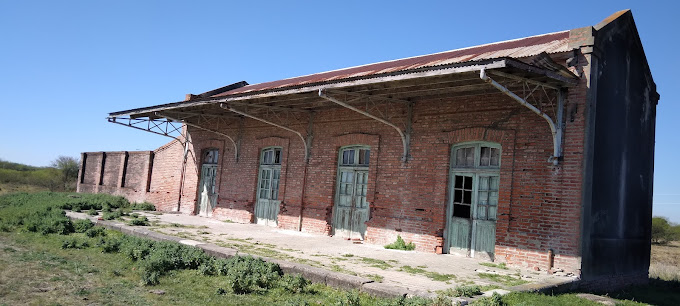
Fachada frontal del edificio de la estación.

Mocoví es una estación de ferrocarril creada inicialmente con motivo de paraje junto al ramal F15, destinado al transporte de troncos de quebracho, demandados por la naciente industria del tanino, utilizado en el curtido de pieles. Encabezada en la región, desde 1906 por la compañía inglesa, La Forestal.
Se encuentra ubicada en las áreas rurales del Departamento General Obligado, provincia de Santa Fe, Argentina, a una distancia de 16 km de Villa Ana y 40 km de Villa Guillermina.

## Servicios
Era una estación intermedia del Ramal F15 del Ferrocarril General Belgrano.Contaba con herramientas para el reabastecimiento del  suministro de agua de las locomotoras a vapor.

## Historia
La historia del ramal F15 estuvo ligada a la industria forestal, su tendido, desarrollo y tráfico estaba directamente ligado a los obrajes y fábricas tanineras de la región. El origen de la línea data de 1902, oficialmente incorporada a la red ferroviaria en 1907. En 1902 nace La Forestal del Chaco con fábrica en Calchaqui, sobre la línea principal del FCSF, la fábrica demandaba aprovisionamiento de rollizo, transportada por el propio FCSF. La empresa comienza a comprar y explotar montes en las cercanías al FCSF, y otros no tan cercanos. Uno de estos montes estaban en la denominada zona La Florida. Por ello, La Forestal del Chaco y el Ferrocarril Provincial de Santa Fe acordaron la construcción de un ramal desde el km 89, actual Intiyaco, hasta dichos montes. Dicho ramal, era de uso exclusivo de La Forestal del Chaco, que operaba con material rodante del FCSF.
En 1905 la Dirección de Vías de Comunicación, clausuró casi todas las instalaciones de desvíos industriales, sin embargo, esta extensión tenía autorización legal para su utilización. Previendo el auge taninero en la región, el FCSF licitó convertirla en una línea de servicio pública, categoría que logró en 1907. En 1908, el FCSF comienza la traza del tramo de vía hasta un punto llamado Mocoví, donde operaba la Mocoví Tannin Company. La prolongación se inauguró finalmente el año 1910, junto al edificio de la estación.
Hoy en día se puede visitar el exterior del edificio de la antigua estación con dos aljibes a su derecha (referente a la dirección de la fachada), A pesar de un evidente deterioro, es una de las estaciones remotas de la región mejor conservada.